# Tricholathys relictoides
Espèce
Tricholathys relictoides est une espèce d'araignées aranéomorphes de la famille des Argyronetidae.

## Distribution
Cette espèce est endémique du Xinjiang en Chine,. Elle se rencontre dans le xian de Barkol.

## Description
Le mâle holotype mesure 6,48 mm et la femelle paratype 6,45 mm, les mâles mesurent de 5,90 à 6,48 mm et les femelles de 6,33 à 7,97 mm.

## Systématique et taxinomie
Cette espèce a été décrite par Wang, Peng et Zhang en 2023.

## Publication originale
- Wang, Peng & Zhang, 2023 : « The first record of Tricholathys Chamberlin & Ivie, 1935 (Araneae, Dictynidae) from China, with a new combination and descriptions of seven new species. » ZooKeys, vol. 1185, p. 255-267.